# Kim Nam-jo
Pour les articles homonymes, voir Kim.
Dans ce nom coréen, le nom de famille, Kim, précède le nom personnel.
Kim Nam-jo (en hangeul : 김남조), née le 25 septembre 1927 à Daegu en Corée et morte le 10 octobre 2023, est une poétesse sud-coréenne.

## Biographie
Kim Nam-jo est née le 25 septembre 1927 à Daegu en Corée. Elle fréquente une école de filles à Kyushu au Japon. Elle intègre ensuite l'université nationale de Séoul en 1951, avec une spécialisation en enseignement du coréen.
Elle débute en littérature en 1950 alors qu'elle est encore à l'université, en publiant le poème intitulé Constellations (Seongsu). Elle enseigne au lycée Masan et au lycée de filles Ewha. Elle devient par la suite professeur à l'université des femmes Sookmyung en 1954. Elle y devient professeur émérite.
Kim Nam-jo est aussi directrice de l'Association des poètes coréens et membre de l'Académie des arts de Séoul.
Elle meurt le 10 octobre 2023 âgée de 96 ans.

## Œuvre
La poésie de Kim Nam-jo se sert d'un langage sensuel et d’images vibrantes pour dépeindre la subtilité des émotions humaines. Son travail s'inscrit dans la lignée de Moh Youn-sook et Noh Cheon-myeong. Son thème de prédilection est l'amour : pas seulement l'amour entre un homme et une femme, mais aussi entre l'être humain et « l'être supérieur », dans l'acception religieuse du mot.
Les poèmes de son premier recueil, La vie (Moksum), expriment un profond sens de l'humanité et une passion pour la vie ; ces poèmes présentent une harmonie entre la voix catholique et la voix humaine.
Les poèmes de son second recueil, L'essence de Naad, (Naadeu-ui hyang-yu), renforcent la foi religieuse de l'auteure, qui se concentre sur les valeurs humanistes de la chrétienté. Ses poèmes les plus récents se focalisent sur les valeurs les plus prégnantes du christianisme, notamment les idées de modération et de persévérance.
Dans son recueil Mer en hiver (Gyeo-urui bada), elle décrit un monde dans lequel les émotions humaines ont atteint une pureté absolue.

## Prix et distinctions
- 1958 : Prix de la First Annual Association of Free Literature.
- 1963 : Prix littéraire de mai.
- 1974 : Prix de l'Association des poètes coréens[4].
- 1988 : Prix de la Culture et des Arts de la République de Corée.
- 1990 : Prix Culturel de la Ville de Séoul.
- 1991 : Prix de la Culture Samil.
- 1993 : Ordre National du Mérite.
- 2000 : Prix Proud Artist - Contributions.
- 2007 : Prix Manhae de littérature.

## Publications
- 목숨 La vie (1953)
- 나아드의 향유 L'essence de Naad (1955)
- 나무와 바람 Des arbres et du vent (1958)
- 정념의 기 La force de la passion (1960)
- 풍림의 음악 La musique du vent et de la pluie (1963)
- 겨울 바다 Mer en hiver (1967)
- 김남조시집 Les poèmes de Kim Nam-jo (1967)
- 달과 해 사이 Entre la lune et la mer (1967)
- 영혼과 빵 De l'âme et du pain (1973)
- 김남조 육필시선 Poèmes choisis de Kim Nam-jo (1975)
- 동행 Promenade à deux (1976)
- 빛과 고요 Lumière et tranquillité (1982)
- 시로 쓴 김대건 신부 La poésie du père Kim Tae-gon (1983)
- 마음의 마음 Les sentiments de l'âme (1984)
- 눈물과 땀과 향유 L'essence des larmes et de la sueur (1984)
- 너를 위하여 Pour toi (1985)
- 저무는 날에 Le jour qui décline (1985)
- 말하지 않은 말 Les mots que l'on n'a pas dits (1986)
- 문 앞에 계신 손님 L'invité devant la porte (1986)
- 둘의 마음에 산울림이 L'écho de nos deux cœurs (1986)
- 고독보다 깊은 사랑 Un amour plus profond que la solitude (1986)
- 겨울나무 Arbre d'hiver (1987)
- 새벽보다 먼저 Avant l'aube (1988)
- 바람세례 Le baptême du vent (1988)
- 겨울꽃 Fleurs d'hiver (1990)
- 가난한 이름에게 Pour un nom pauvre (1991)
- 가슴을 적시는 비 La pluie qui mouille la poitrine (1991)
- 겨울사랑 Amour en hiver (1993)
- 평안을 위하여 Pour la tranquillité (1995)
- 외롭거든 나의 사랑이소서 Mon amour solitaire (1997)
- 희망학습 L'école de l'espoir (1998)
- 김남조 시 99선 99 poèmes de Kim Nam-jo (2002)
- 김남조 Kim Nam-jo (2002)
- 영혼과 가슴 L'âme et le cœur (2004)
- 김남조 시전집 Œuvres complètes de Kim Nam-jo (2005)
- "D'amour et de lumière", traduit du coréen par No Mi-Sug et Alain Génetiot, éditions Voix d'encre, (2021)